# Asclepias macrotis
Asclepias macrotis är en oleanderväxtart som beskrevs av John Torrey. Asclepias macrotis ingår i släktet sidenörter, och familjen oleanderväxter. Inga underarter finns listade i Catalogue of Life.